# Brussel-effect
Het Brussel-effect is het effect van mondiale adoptie van regelgeving opgelegd door de Europese Unie (EU) via marktmechanismen. De naam is analoog aan 'het Californië-effect' van Anu Bradford die er in 2012 een artikel over schreef en in 2020 het boek The Brussels Effect uitbracht.

## Oorzaak
Door de marktomvang en het economische belang van de Europese Unie passen bedrijven een aanzienlijk deel van hun product aan de geldende normen binnen de EU aan. Hierdoor is het soms minder rendabel of technisch niet haalbaar om daarnaast een productielijn te hebben met een afwijkende norm. Hierdoor wordt de Europese norm de gebruikelijke norm voor het gehele aanbod van producten.

## Voorbeelden

### Luchtvaart
De Europese Unie bepaalde in 2012 dat vliegtuigen, onafhankelijk van hun vlag, emissierechten moesten betalen voor vluchten binnen de Europese Unie. Omdat grote luchtvaartmaatschappijen geen aparte vloot voor Europa aanschaffen hebben deze een gevolg voor alle vliegtuigen. Om de kosten te drukken werden hierdoor de constructeurs onder druk gezet om vliegtuigen te ontwerpen met een verbeterde efficiëntie en met verminderde emissies.

### Mededingingsrecht
In 2000 wilden de Amerikaanse firma's Honeywell en General Electric fuseren. Het Amerikaanse ministerie had de fusie al goedgekeurd maar de Europese mededingingsautoriteiten besloten dat er een te groot risico was op een monopolie. Het bleek juridisch onmogelijk om in de ene markt te fuseren en in de andere niet. Hierdoor kon de fusie niet doorgaan.

### GDPR
De algemene verordening gegevensbescherming (AVG) die in 2016 werd aangenomen had gevolgen voor de onderhandelingen over een nieuwe handelsovereenkomst tussen Japan en de EU. Japan heeft hierdoor een onafhankelijke organisatie opgericht om privacyklachten te behandelen in overeenstemming met de nieuwe Europese privacyregels.
Daarnaast kondigden enkele grote buitenlandse organisaties aan dat ze wereldwijd de Europese regels gaan volgen, waaronder Microsoft en Facebook.

### Chemicaliën
Dow Chemical besloot om zijn gehele verwerking volgens de Europese regels van REACH te doen.